# Chiesa di San Pietro Apostolo (Cassano Spinola)
La chiesa di San Pietro Apostolo è la parrocchiale di Cassano Spinola, in provincia di Alessandria e diocesi di Tortona; fa parte della vicariato di Novi Ligure.

## Storia
La pieve di San Pietro a Cassano sorse presumibilmente tra i secoli VI e VII.
Questo luogo di culto venne riedificato nel XIV secolo in stile romanico, con tre navate separate da pilastri cruciformi.
La parrocchiale fu interessata da un rifacimento nel Settecento; nel secolo successivo venne rimaneggiata, con la riedificazione della facciata, avvenuta nel 1863, e la costruzione del transetto, aggiunto tra il 1880 e il 1893 su disegno dell'ingegner Giulio Leale.
Il nuovo pavimento fu posato nel 1941 e nel 1955 la facciata venne rivestita di marmo.
Nel 1980 la chiesa fu adeguata alle norme postconciliari e nel 2018 si procedette a un intervento di manutenzione della copertura.

## Descrizione

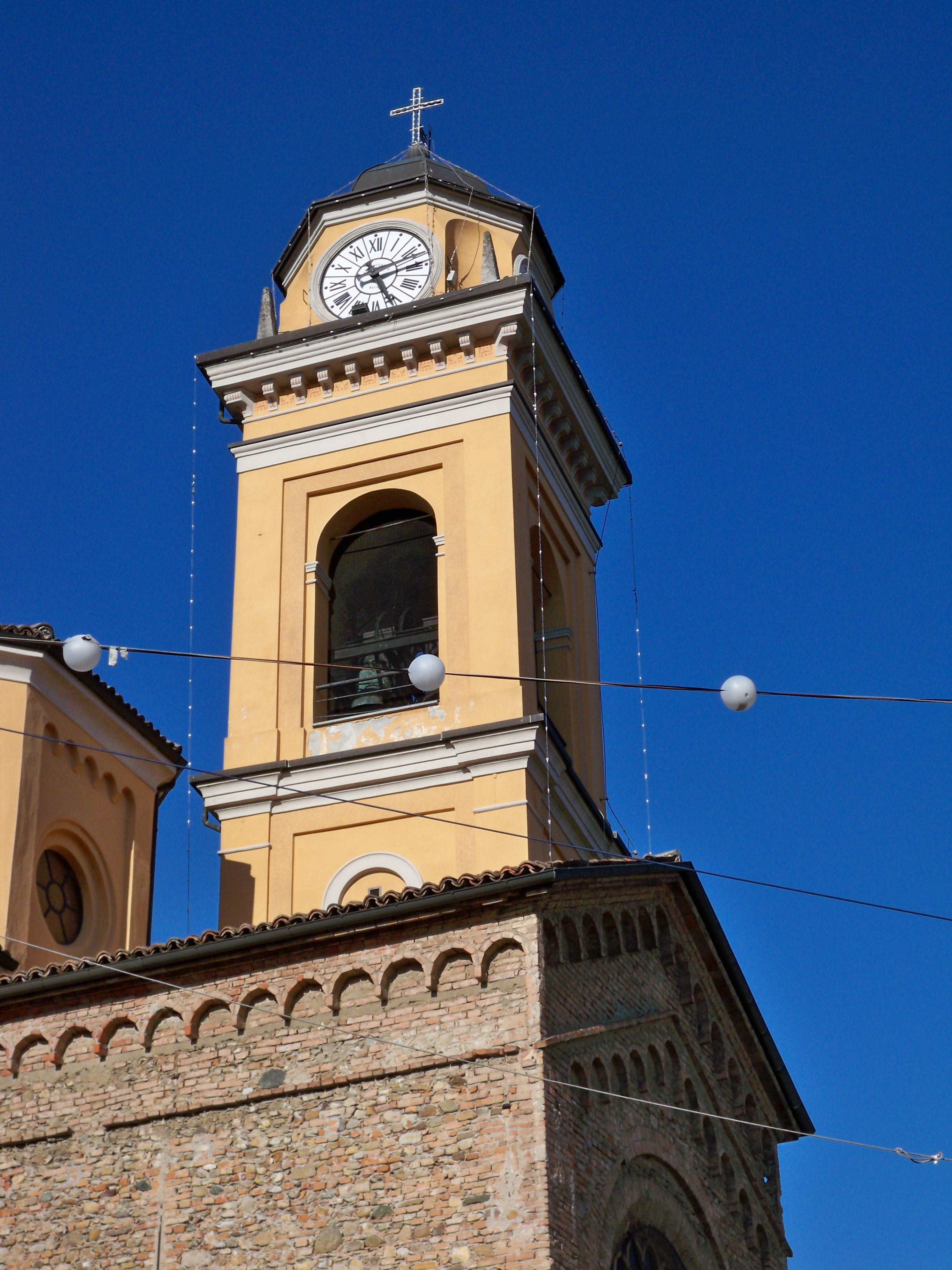
Il campanile

### Esterno
La facciata a salienti della chiesa, rivolta a sudovest, è suddivisa da quattro paraste in tre parti: il corpo centrale, di maggiore altezza, presenta il portale maggiore e il grande rosone, mentre sulle due ali laterali si aprono gli ingressi secondari, sormontati da rosoni di diametro inferiore; sotto la linea degli spioventi corre una cornice di archetti pensili.
Annesso alla parrocchiale è il campanile a pianta quadrata, la cui cella presenta su ogni lato una monofora ed è coronata dalla cupoletta poggiante sul tamburo a base ottagonale.

### Interno
L'interno dell'edificio è suddiviso da pilastri sorreggenti archi a tutto sesto in tre navate, coperte da volte a crociera e suddivise in quattro campate; al termine dell'aula si sviluppa il presbiterio, rialzato di alcuni gradini, ospitante l'altare maggiore e chiuso dall'abside semicircolare.
L'opera di maggior pregio qui conservata è il dipinto raffigurante Gesù che consegna le chiavi a San Pietro, dipinto nel XIX secolo presumibilmente da Rosa Bacigalupo.